# Camino Centenario

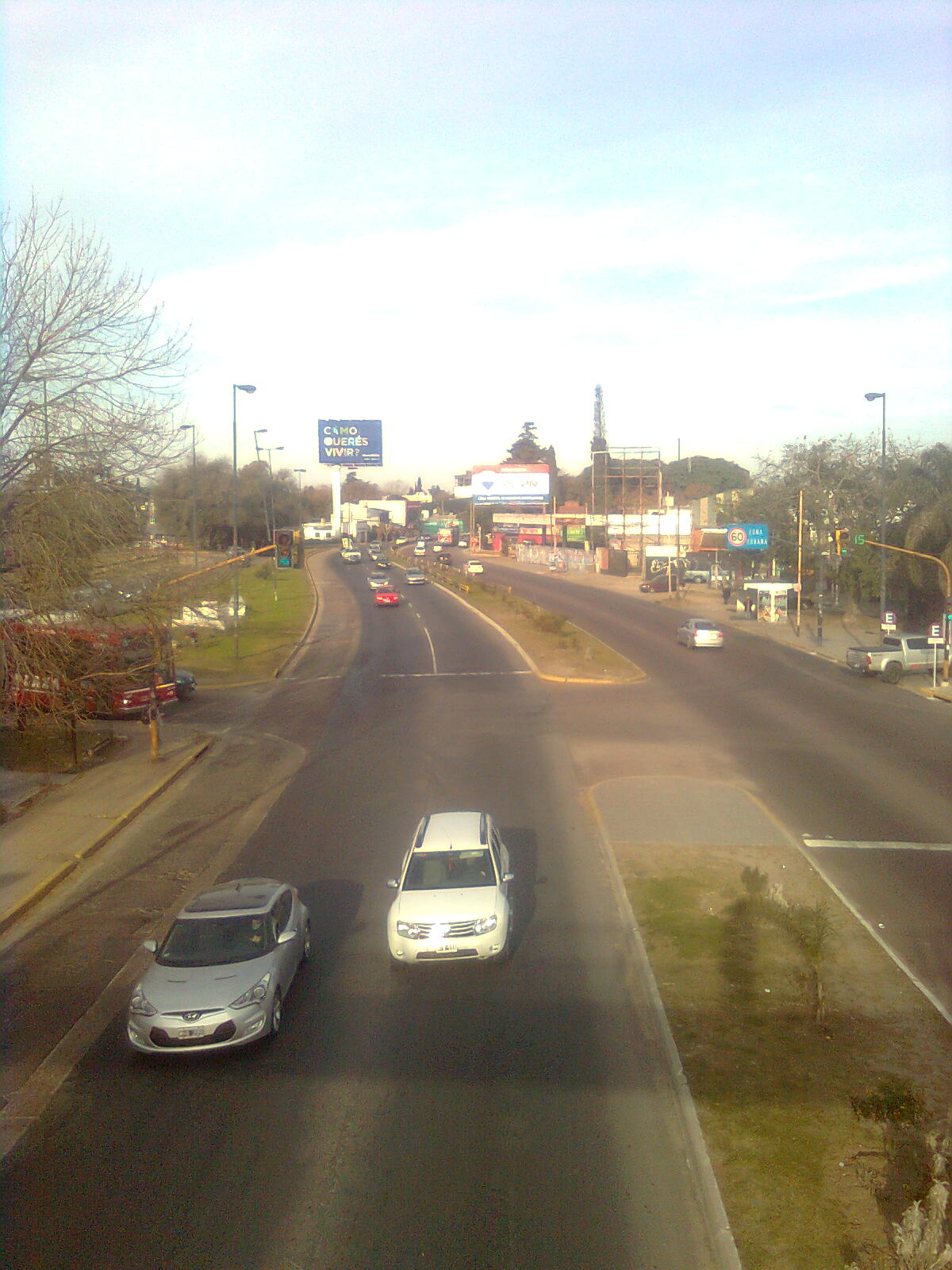
CAMINO CENTENARIO

El Camino Parque Centenario es una avenida urbana con calzada dividida de dos carriles cada mano, con una rambla que es irregular, ya que en los barrios platenses de City Bell y Villa Elisa es de más de 5 metros, pero en otras partes es aproximadamente de 1 metro. Se encuentra en el sur del Gran Buenos Aires y en el acceso a La Plata, en el noreste de la Provincia de Buenos Aires, Argentina.
El camino discurre de sudeste a noroeste junto a las vías del Ferrocarril General Roca (parte del mismo se encuentra cancelado). Desde la ciudad de La Plata hasta el cruce Gutiérrez, en la intersección con el Camino General Belgrano, forma parte de la Ruta Provincial 14, mientras que entre este cruce y la Rotonda Juan María Gutiérrez, en la intersección con la Ruta Nacional A004, la Ruta Provincial 2 y la Ruta Provincial 36, forma parte de la Ruta Provincial 1.

## Historia
El Touring Club Argentino firmó un contrato con la Provincia de Buenos Aires por el cual se comprometía a construir un camino de acceso a la ciudad de La Plata para el festejo del centenario de la Revolución de Mayo, es decir, para el 25 de mayo de 1910. La provincia le pagaría los gastos que demandara la construcción, hasta un máximo de 200.000 pesos moneda nacional, equivalente a 60.000 dólares. Luego de varias demoras, el nuevo camino de tierra fue inaugurado el 2 de octubre de 1910 con un costo mayor al esperado, por lo que la entidad sin fines de lucro tuvo que pagar 70.000 pesos adicionales.
La provincia de Buenos Aires se hizo cargo de la pavimentación de esta carretera para poder descomprimir el tránsito del Camino General Belgrano, inaugurándose el 21 de junio de 1938, con un ancho entre 10 y 12 metros.
La Dirección Nacional de Vialidad ensanchó el camino, terminando la obra en diciembre de 1977.

## Recorrido
Las zonas por las que pasa este camino, de sudeste a noroeste son:
- En La Plata: Tolosa, Ringuelet, Manuel B. Gonnet, City Bell y Villa Elisa.
- En Berazategui: Pereyra y Juan María Gutiérrez.